# Berlins observatorium

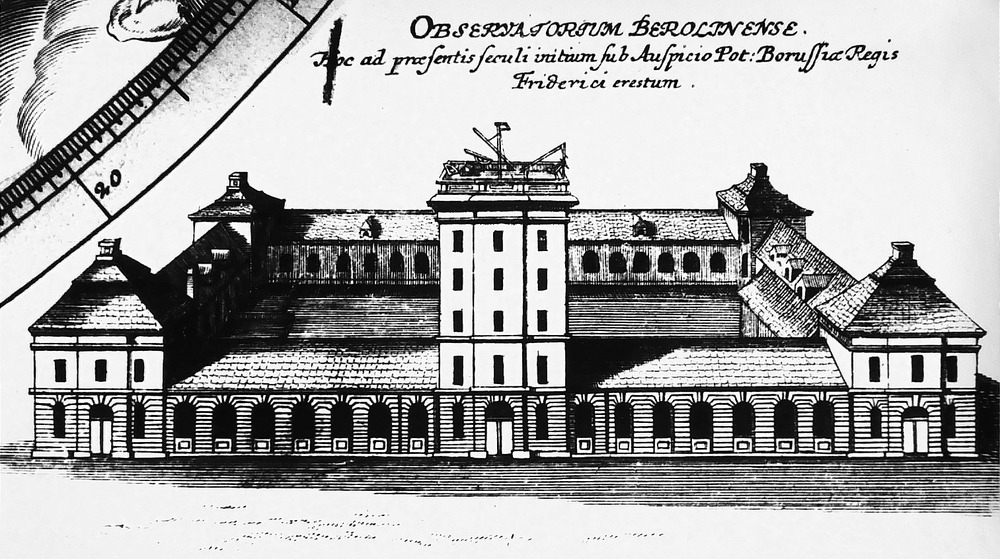
Berlins gamla observatoriebyggnad, vy från nuvarande Dorotheenstrasse. Från en stjärnkarta över södra stjärnhimlen i Johann Gabriel Doppelmayrs Atlas Coelestis in quo Mundus Spectabilis. I drift från 1711 till 1835.

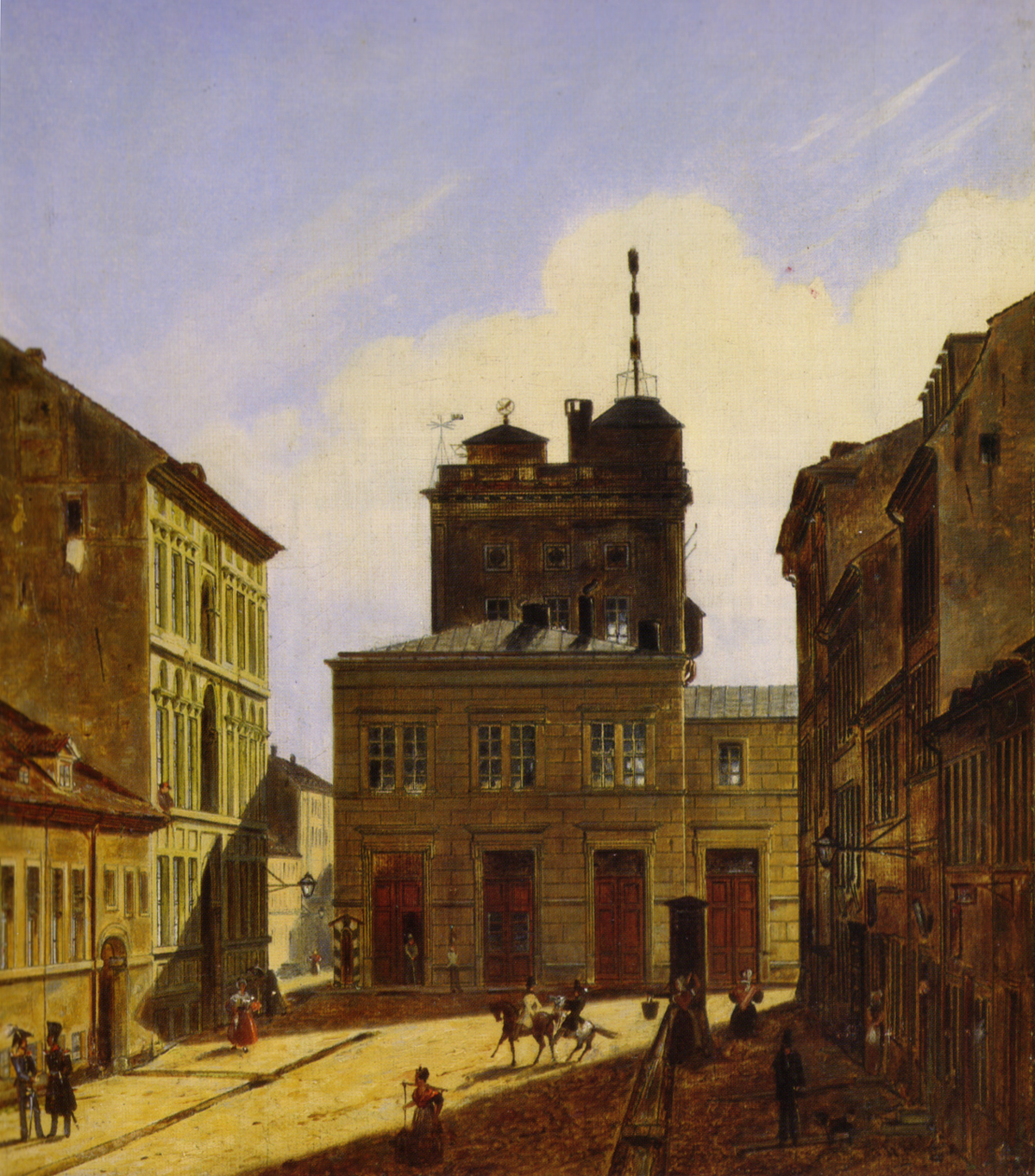
Det gamla observatorietornet 1839 med optisk telegrafmast högst upp. Oljemålning av Carl Friedich Klose.

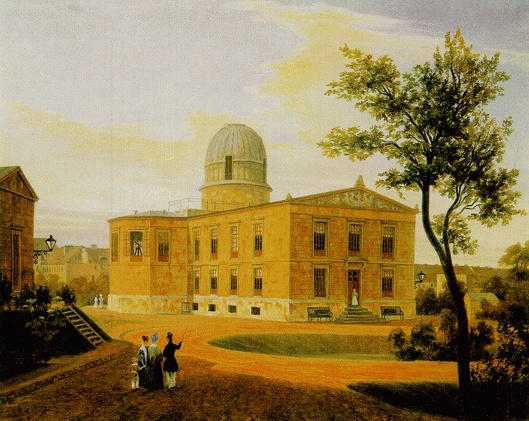
Berlins nya observatoriums huvudbyggnad. I drift från 1835 till 1913. Oljemålning av Carl Daniel Freydanck 1838. I vänstra kanten skymtar observatorietillsynsmannens bostad - direktören bodde i huvudbyggnaden.

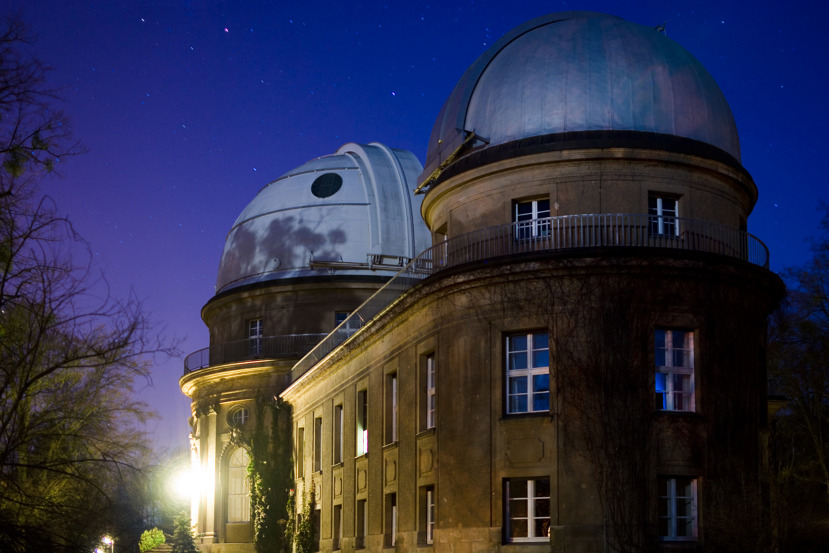
Observatoriebyggnaden i Babelsberg. I drift från 1913 till 1946.

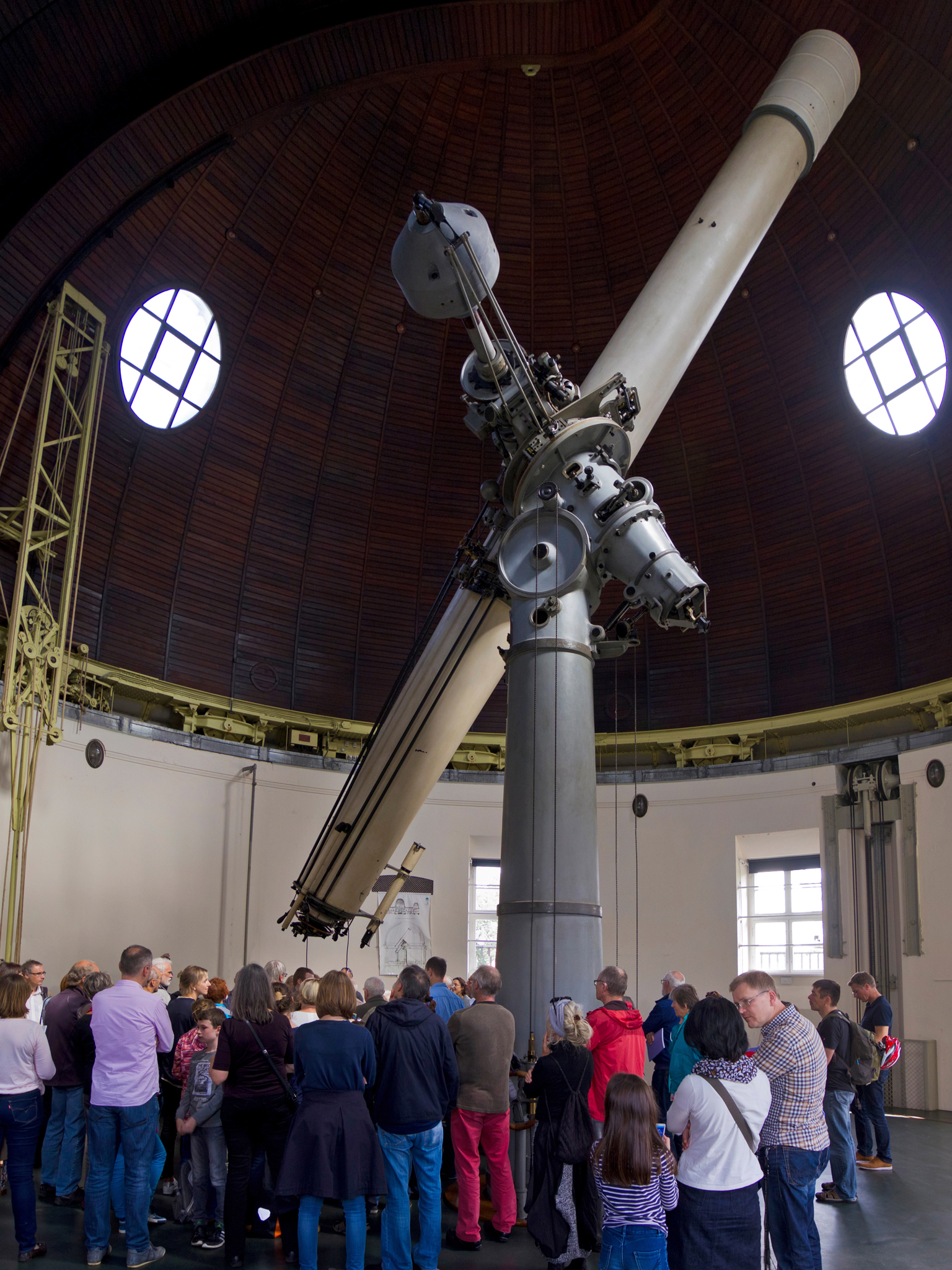
65-centimeters-refraktorn, byggd 1915 av Zeiss, vid Sternwarte Berlin-Babelsberg.

Berlins observatorium (Berliner Sternwarte) var ett observatorium i Berlin grundat år 1700.

## Historia
År 1700 grundade kurfursten Fredrik III av Brandenburg ett observatorium och den kurfurstliga brandenburgska vetenskapsakademien, det som redan följande år i och med Fredrik III:s utropande till kung i Preussen som Fredrik I av Preussen blev den kungliga preussiska vetenskapsakademien. Den förste ordföranden för akademien blev matematikern och filosofen Gottfried Wilhelm Leibniz, medan den förste kunglige astronomen blev Gottfried Kirch, som under observatoriets första år genomförde sina observationer från olika privatbostäder i staden. Observatoriets främsta uppgift var att framställa astronomiskt korrekta kalendrar (den gregorianska kalendern infördes i Preussen samma år som observatoriet grundades), och det kungliga almanacksprivilegiet som utfärdades i samband med grundandet var också under lång tid observatoriets och vetenskapsakademiens huvudsakliga inkomstkälla.
Den första observatoriebyggnaden byggd för ändamålet låg i Dorotheenstadt och uppfördes under åren 1700 till 1709 som en torntillbyggnad ovanpå den kurfurstliga stallbyggnaden, i det kvarter mellan Unter den Linden och Dorotheenstrasse där Staatsbibliothek zu Berlin har sina lokaler idag (52°31′8″N 13°23′29″Ö / 52.51889°N 13.39139°Ö). Observatoriebyggnaden invigdes av Fredrik I den 19 januari 1711. Stallbyggnaden och observationstornet revs 1903.
År 1830 beslutade kung Fredrik Vilhelm III av Preussen om att flytta observatoriet till nya modernare lokaler i Friedrichstadt mellan Lindenstrasse och Friedrichstrasse (52°30′12″N 13°23′35″Ö / 52.50333°N 13.39306°Ö), ritade av Karl Friedrich Schinkel och färdigställda 1835. Det gamla observatoriet kom under en tid efteråt att fungera som Berlins telegrafstation för den optiska telegrafen mellan Berlin och Köln. År 1846 upptäcktes planeten Neptunus av Johann Gottfried Galle med hjälp av observatoriets niotumsrefraktor (konstruerad av Joseph von Fraunhofer). På initiativ av Wilhelm Foerster delades observatoriet i två avdelningar 1874, en för beräkningar och kalenderproduktion och en för astronomiska observationer. "Beräkningsinstitutet" blev helt självständigt 1896.
I takt med att Berlin växte till en storstad blev dock det andra observatoriet föråldrat och alltmer påverkat av ljusföroreningar. År 1913 revs byggnaderna och ersattes av det nybyggda Sternwarte Berlin-Babelsberg (52°24′18″N 13°6′15″Ö / 52.40500°N 13.10417°Ö) i Babelsbergparken i Potsdam vilket var i drift till och med 1946. Observatoriebyggnaderna, vilka efter krigsslutet låg i den sovjetiska sektorn, övergick den 1 januari 1947 till Deutsche Akademie der Wissenschaften zu Berlin i samband med upplösningen av Fristaten Preussen.

### Direktörer och andra medarbetare
| Direktörer för Berliner Sternwarte | Direktörer för Berliner Sternwarte                    | Direktörer för Berliner Sternwarte | Direktörer för Berliner Sternwarte            |
| ---------------------------------- | ----------------------------------------------------- | ---------------------------------- | --------------------------------------------- |
| 1.                                 | 1700–1710 Gottfried Kirch (1639–1710)                 | 9.                                 | 1756–1758 Johann Jakob Huber (1733–1798)      |
| 2.                                 | 1710–1716 Johann Heinrich Hoffmann (1669–1716)        | 10.                                | 1758 Johann Albert Euler (1734–1800)          |
| 3.                                 | 1716–1740 Christfried Kirch (1694–1740)               | 11.                                | 1764–1787 Johann III Bernoulli (1744–1807)    |
| 4.                                 | 1740–1745 Johann Wilhelm Wagner (1681–1745)           | 12.                                | 1787–1825 Johann Elert Bode (1747–1826)       |
| 5.                                 | 1745–1749 Augustin Nathanael Grischow (1726–1760)     | 13.                                | 1825–1863 Johann Franz Encke (1791–1865)      |
| 6.                                 | 1752 Joseph Jérôme Le Francais de Lalande (1732–1807) | 14.                                | 1865–1903 Wilhelm Julius Foerster (1832–1921) |
| 7.                                 | 1754 Johann Kies (1713–1781)                          | 15.                                | 1904–1920 Karl Hermann von Struve (1854–1920) |
| 8.                                 | 1755 Franz Ulrich Theodor Aepinus (1724–1802)         | 16.                                | 1921–1946 Paul Guthnick (1879–1947)           |

Bland övriga medarbetare kan nämnas Johann Friedrich Pfaff, Johann Heinrich von Mädler, Gustav Spörer, Franz Friedrich Ernst Brünnow, Robert Luther, Friedrich August Theodor Winnecke, Ernst Becker, Wilhelm Oswald Lohse, Adolf Marcuse, Eugen Goldstein, Erwin Freundlich, Heinrich Louis d'Arrest, Friedrich Wilhelm Bessel, Johann Gottfried Galle, Fritz Hinderer och Georg von Struve.